# شورای ملی افغانستان
شورای ملی (پشتو: ملی شورا) یا پارلمان افغانستان، مجلس قانونگذاری افغانستان در دوره‌های مختلف پادشاهی افغانستان، جمهوری افغانستان، جمهوری دموکراتیک افغانستان و جمهوری اسلامی افغانستان بین سال‌های ۱۹۳۱ تا ۲۰۲۱ بود. این مجلس، پارلمانی دومجلسی بود که از دو شورا تشکیل شده بود:
- مشرانو جرگه (خانه بزرگان)؛ یک مجلس اعلا با ۱۰۲ کرسی.
- ولسی جرگه (خانه مردم)؛ یک مجلس سفلا با ۲۵۰ کرسی.

## تاریخچهٔ شورای ملی
تاریخچهٔ شورای ملی به دورهٔ امان‌الله خان بازمی‌گردد که طرح بنیان‌گذاری آن در نظامنامهٔ اساسی حکومت وی گذاشته شد. البته این پارلمان بیشتر جنبهٔ مشورتی داشت. در دورهٔ نادر خان پارلمان به دو مجلس شورای ملی و مجلس عیان تأسیس شد؛ که نخستین دورهٔ شورای ملی در تاریخ ۱۸ سنبلهٔ ۱۳۱۰ ه‍.ش با عضویت ۱۱۱ تن در قصر سلام خانهٔ ارگ آغاز به کار کرد. از آن دوره تا کودتای داوود خان ۱۳ دورهٔ تقنینی دایر گردید که اکثر نمایندگان آن انتصابی بودند تا آنکه با رأی مردم انتخاب شوند. پس از کودتای داوود خان، او شورای ملی را منحل و در قانون اساسی پارلمانی به نام ملی جرگه که یک مجلس بود را مد نظر گرفت، اما هیچ‌وقت این مجلس کار خود را آغاز نکرد.
پیش‌تر در دورهٔ نجیب الله دوباره شورای ملی پس از ۱۴ سال آغاز به‌کار کرد. این مجلس فقط یک دوره ادامه یافت و با سرنگونی حکومت نجیب و برپایی حکومت مجاهدین و طالبان تا روی کار آمدن جمهوری اسلامی افغانستان، افغانستان فاقد قوهٔ مقننه (شورای ملی) بود.
یکمین دورهٔ شورای ملی افغانستان در تاریخ ۲۷ قوس/آذر پس از مدت‌ها آغاز به کار کرد.

## سهمیه‌بندی اعضا

### مجلس نمایندگان
اعضای مجلس نمایندگان توسط مردم و از طریق انتخابات آزاد و برای یک دورهٔ پنج ساله انتخاب می‌شدند؛ هر فرد می‌توانست بدون محدودیت برای هر تعداد دوره مجلس خود را نامزد کند. اعضای مجلس نمایندگان که به تناسب جمعیت هر حوزه تقسیم شده بود، تعدادشان حداکثر به ۲۵۰ نماینده می‌رسید. حداقل ۲۷٪ از سهمیهٔ کرسی‌های پارلمان به زنان اختصاص داده شده بود و کوچی‌ها ۱۰ نماینده و سیک‌های افغانستان نیز ۱ نماینده در مجلس نمایندگان داشتند. اعضای پارلمان از طریق انتخابات تک رأی غیرقابل انتخاب به پارلمان راه می‌یافتند و هر کدام از نامزدها که بیشترین آراء را در انتخابات کسب کند به مجلس راه می‌یافت.

### مجلس سنا
اعضای مجلس سنا، ۱۰۲ تن بود که تمامی آنان انتصابی بودند. یک‌سوم اعضای مجلس سنا را شوراهای ولایتی (برای ۴ سال)، یک‌سوم دیگر را شوراهای ولسوالی (برای ۳ سال) و یک سوم باقی مانده توسط رئیس‌جمهور (برای ۵ سال) انتخاب می‌شدند. رئیس‌جمهور باید ۲ تن را به نمایندگی از معیوبان و معلولان، ۲ تن از کوچی‌ها تعیین می‌کرد و نیمی از افراد منتصب از طرف رئیس‌جمهور، باید از میان زنان انتخاب میشد. افراد انتصابی، عضویت خود را در شوراهای دیگر از دست می‌دادند و طبق قانون، شخص دیگری جایگزین آنان می‌شد.

### جدول سهمیه‌بندی
| نام ولایت | مجلس نمایندگان | سهمیه زنان در مجلس نمایندگان | مجلس سنا | نام ولایت  | مجلس نمایندگان | سهمیه زنان در مجلس نمایندگان | مجلس سنا |
| --------- | -------------- | ---------------------------- | -------- | ---------- | -------------- | ---------------------------- | -------- |
| اروزگان   | ۳              | ۱                            | ۲        | فاریاب     | ۹              | ۳                            | ۲        |
| بادغیس    | ۴              | ۱                            | ۲        | فراه       | ۵              | ۱                            | ۲        |
| بامیان    | ۴              | ۱                            | ۲        | قندوز      | ۹              | ۲                            | ۲        |
| بدخشان    | ۹              | ۲                            | ۲        | قندهار     | ۱۱             | ۳                            | ۲        |
| بغلان     | ۸              | ۲                            | ۲        | کابل       | ۳۳             | ۹                            | ۲        |
| بلخ       | ۱۱             | ۳                            | ۲        | کاپیسا     | ۴              | ۱                            | ۲        |
| پروان     | ۵              | ۲                            | ۲        | کنر        | ۴              | ۱                            | ۲        |
| پکتیا     | ۵              | ۱                            | ۲        | لغمان      | ۴              | ۱                            | ۲        |
| پکتیکا    | ۴              | ۱                            | ۲        | لوگر       | ۴              | ۱                            | ۲        |
| پنجشیر    | ۲              | ۱                            | ۲        | ننگرهار    | ۱۴             | ۴                            | ۲        |
| تخار      | ۹              | ۲                            | ۲        | نورستان    | ۲              | ۱                            | ۲        |
| جوزجان    | ۵              | ۱                            | ۲        | نیمروز     | ۲              | ۱                            | ۲        |
| خوست      | ۵              | ۱                            | ۲        | میدان وردک | ۵              | ۲                            | ۲        |
| دایکندی   | ۴              | ۱                            | ۲        | هرات       | ۱۷             | ۵                            | ۲        |
| زابل      | ۳              | ۱                            | ۲        | هلمند      | ۸              | ۲                            | ۲        |
| سرپل      | ۵              | ۱                            | ۲        | کوچی       | ۱۰             | ۳                            | ۲        |
| سمنگان    | ۴              | ۱                            | ۲        | معلولین    | ----           | ---                          | ۲        |
| غزنی      | ۱۱             | ۳                            | ۲        | سیک        | ۱              | ---                          | ---      |
| غور       | ۶              | ۲                            | ۲        | سیک        | ۱              | ---                          | ---      |
| منابع:    |                |                              |          |            |                |                              |          |

## ساختار اداری شورای ملی

### هیئت اداری
طبق مادهٔ ۸۷ قانون اساسی جمهوری اسلامی افغانستان، هر دو مجلس یک عضو خود را به عنوان رئیس، دو عضو دیگر را به عنوان نائب اول و دوم رئیس و دو عضو دیگر را به عنوان منشی و نائب منشی برای یک دورهٔ یک‌ساله انتخاب می‌کرد.

### کمیسیون‌ها

#### کمیسیون‌های دائمی
طبق مادهٔ ۸۸ قانون اساسی جمهوری اسلامی افغانستان هر دو مجلس بر طبق اصول داخلی دارای کمیسیون‌های دائمی بودند.

#### کمیسیون‌های خاص
طبق مادهٔ ۸۹ قانون اساسی، مجلس نمایندگان به پیشنهاد یک‌سوم اعضا، کمیسیون مخصوصی جهت بررسی و مطالعهٔ حکومت تشکیل می‌دادند.

### دارالانشاء
هر دو مجلس دارای یک دارالانشاء بودند که وظیفهٔ حمل و نقل، تنظیم ارتباطات، کتابخانه، برنامهٔ کاری جلسات و ترتیب اسناد و لوازم کاری را بر عهده داشت.

## وظایف شورای ملی
در مادهٔ ۹۰ قانون اساسی جمهوری اسلامی افغانستان، شورای ملی شش وظیفه داشت:
۱. تصویب، تعدیل یا لغو قوانین یا فرمان‌ها تقنینی.
۲. تصویب برنامه‌های توسعه‌ای اجتماعی، فرهنگی، اقتصادی و تکنولوژیکی.
۳. تصویب بودجهٔ دولتی و اجازهٔ اخذ یا اعطای قرضه.
۴. ایجاد واحدهای اداری، تعدیل یا الغای آن
.
۵. تصدیق معاهدات و میثاق‌های بین‌المللی یا فسخ الحاق افغانستان به آن.
۶. سایر صلاحیت‌های مندرج این قانون اساسی.
وظایف خاص مجلس نمایندگان:
۷. اتخاذ تصمیم در مورد استیضاح از هر یک از وزرا.
۸. اتخاذ تصمیم راجع به برنامه‌های توسعه‌ای و بودجهٔ دولتی.
۹. تأیید یا رد مقرری‌ها مطابق به احکام قانون اساسی.